# إيغور غويليرمي باربوسا دا بايكساو
إيغور غويليرمي باربوسا دا بايكساو هو لاعب كرة قدم برازيلي في مركز الهجوم، ولد في 28 يونيو 2000 في ماكابا في البرازيل. لعب مع نادي كوريتيبا.

## وصلات خارجية
- إيغور غويليرمي باربوسا دا بايكساو على موقع الاتحاد الأوربي (الإنجليزية)
- إيغور غويليرمي باربوسا دا بايكساو على موقع قاعدة بيانات كرة القدم.إي يو (الإنجليزية)
- إيغور غويليرمي باربوسا دا بايكساو على موقع ليكيب (الفرنسية)
- إيغور غويليرمي باربوسا دا بايكساو على موقع Soccerbase.com (لاعب) (الإنجليزية)
- إيغور غويليرمي باربوسا دا بايكساو على موقع Soccerway.com (الإنجليزية)